# Nephrotoma latissima
Nephrotoma latissima är en tvåvingeart som beskrevs av Alexander 1962. Nephrotoma latissima ingår i släktet Nephrotoma och familjen storharkrankar.
Artens utbredningsområde är Tanzania. Inga underarter finns listade i Catalogue of Life.